# Diecezja Waszyngtonu
Diecezja Waszyngtonu – jedna z 11 terytorialnych struktur administracyjnych Kościoła Prawosławnego w Ameryce. Jej zwierzchnikiem jest każdorazowo hierarcha stojący na czele całego Kościoła. Funkcję katedry diecezjalnej pełni sobór św. Mikołaja w Waszyngtonie.
W ramach diecezji działa jeden dekanat – dekanat Waszyngton, w skład którego wchodzą parafie i placówki misyjne znajdujące się na terytorium stanów Wirginia, Maryland, Delaware oraz w Waszyngtonie. Łącznie jest to 7 parafii i 4 placówki misyjne.